# Pont-canal de la Queugne
Le pont-canal de La Queugne est un pont-canal français qui permettait au canal de Berry de franchir la Queugne.

## Description
Le pont-canal de la Queugne est situé sur le territoire de la commune d'Épineuil-le-Fleuriel dans le département du Cher en région Centre-Val de Loire.
Ce pont-canal sur arches est le seul à être doté d'une double écluse sur le canal de Berry. Sa longueur totale est de 18 m, sur deux arches surbaissées, sa largeur totale de 7 m et la largeur de la voie d'eau de 5,5 m.
La rivière se nomme bien la Queugne, mais le panneau indiquant l'écluse près du pont canal de la Queugne indique "La Queune".

## Histoire
Le projet date du 20 septembre 1825. Il consiste en un pont-canal en maçonnerie avec une double écluse et un pont établi en prolongement de la plus basse. Toutes les heures puis toutes les deux heures, les deux éclusiers alternaient le sens de circulation des péniches.
Dès 1861, des problèmes d'étanchéité apparaissent, car on avait utilisé de la chaux grasse à la place de la chaux hydraulique.
En 1866, la cuvette du pont-canal est portée à 5,5 m et des voûtes en arc de cercle sont ajoutées aux anciennes. Elles ont une ouverture de 7,7 m avec flèche de 1 m et les piédroits 3,1 m de haut. Un an plus tard, on envisage de supprimer une des deux écluses afin de réduire le temps de franchissement de l'édifice qui était alors d'une vingtaine de minutes.
En 1883, un bureau de statistique est accolé à la maison d'éclusier tandis qu'un petit magasin pour entreposer les agrès est monté.
En 1896, soit après 71 années de service, une réfection des maçonneries a lieu. 
À la fin du XIXe siècle, 42 bateaux traversent le pont-canal de la Queugne par jour, en été et en moyenne.